# Grand Prix de la Somme 2013
 (mars 2024).
La 28e édition du Grand Prix de la Somme a eu lieu le 20 septembre 2013. C'est la quatorzième épreuve de la Coupe de France de cyclisme sur route 2013. La course fait partie du calendrier UCI Europe Tour 2013 en catégorie 1.1.

## Classement final
|    | Coureur            | Pays     | Équipe                       |    | Temps           |
| -- | ------------------ | -------- | ---------------------------- | -- | --------------- |
| 1  | Preben Van Hecke   | Belgique | Topsport Vlaanderen-Baloise  | en | 4 h 47 min 37 s |
| 2  | Jean-Luc Delpech   | France   | Bretagne-Séché Environnement |    | m.t.            |
| 3  | Nick van der Lijke | Pays-Bas | Rabobank Development         |    | m.t.            |
| 4  | Laurent Mangel     | France   | FDJ.fr                       |    | m.t             |
| 5  | Jonathan Hivert    | France   | Sojasun                      |    | m.t             |
| 6  | Alexandre Pichot   | France   | Europcar                     |    | m.t             |
| 7  | Maxime Vantomme    | Belgique | Crelan-Euphony               |    | m.t             |
| 8  | Loïc Desriac       | France   | Roubaix Lille Métropole      |    | m.t             |
| 9  | Stéphane Rossetto  | France   | BigMat-Auber 93              |    | m.t             |
| 10 | Guillaume Levarlet | France   | Cofidis                      | +  | 9 s             |